# Volea Iakubova, Drohobîci
Volea Iakubova (în ucraineană Воля Якубова) este o comună în raionul Drohobîci, regiunea Liov, Ucraina, formată numai din satul de reședință.

## Demografie
Componența lingvistică a comunei Volea Iakubova
     Ucraineană (99,01%)
     Alte limbi (0,33%)
Conform recensământului din 2001, majoritatea populației comunei Volea Iakubova era vorbitoare de ucraineană (99,01%), existând în minoritate și vorbitori de alte limbi.